# Cochinchine française
Pour les articles homonymes, voir Cochinchine.
1862–1949
Entités précédentes :
- Empire d'Annam
- Empire du Viêt Nam (1945)

Entités suivantes :
- Empire du Viêt Nam (1945)
- Gouvernement central provisoire du Viêt Nam

La Cochinchine française est une ancienne colonie française, annexée en 1862 par le traité de Saïgon. Le nom de Cochinchine a d'abord été employé en Occident pour désigner le sud de l'actuel Viêt Nam. Après la conquête française, il a été utilisé pour désigner cette colonie, qui constituait auparavant l'extrême sud du territoire vietnamien appelé jusque-là Basse-Cochinchine. En 1887, la colonie de Cochinchine est intégrée à l'Indochine française lors de la formation de celle-ci ; elle demeure séparée des deux autres parties du territoire vietnamien, l'Annam et le Tonkin, qui ont le statut de protectorats. Terre de colonisation agricole, la Cochinchine est, avec le protectorat du Tonkin, l'un des principaux moteurs économiques de l'Indochine française. 
En 1946, alors que la France est en pleine négociation avec les indépendantistes du Việt Minh sur le futur statut du Viêt Nam, la Cochinchine est proclamée « République autonome », ce qui contribue à l'échec des pourparlers et à l'éclatement, en fin d'année, de la guerre d'Indochine. L'unification du territoire vietnamien continue ensuite de buter sur le statut de la Cochinchine, qui n'est réintégrée au reste du pays qu'en 1949. 
La Cochinchine était appelée par les Vietnamiens Nam Kỳ (« pays du Sud ») ou Nam Bộ (« région du Sud »), ce dernier terme étant préféré par les nationalistes.

## Historique
- Mission d'exploration du Mékong (1866-1868)

### Conquête
L'Annam (actuel Viêt Nam) noue des premiers contacts avec la France au XVIIIe siècle au moment de l'expédition montée par Mgr Pigneau de Béhaine pour venir en aide au futur empereur Gia Long. Mais la dynastie Nguyễn, qui se méfie des ambitions étrangères, ferme ensuite le pays aux Occidentaux. Dès la première moitié du XIXe siècle, le gouvernement français fait l'objet de pressions, de la part des milieux catholiques, militaires et économiques, en faveur d'une intervention en Asie du Sud-Est. Les milieux religieux dénoncent les persécutions dont sont victimes les catholiques annamites, les milieux d'affaires jugent que la conquête du territoire aidera la France à développer son influence commerciale en Extrême-Orient — et à rattraper ainsi son retard sur le Royaume-Uni, qui a déjà conquis Hong Kong lors de la première guerre de l'opium — tandis que la marine militaire fait valoir l'intérêt stratégique que représenterait la prise de la ville de Tourane (actuelle Đà Nẵng) ,. 
C'est finalement sous le Second Empire que se présente l'occasion de réaliser une telle expédition. Au début de 1857, Mgr Diaz, évêque espagnol au Tonkin, est décapité sur ordre de l'empereur Tự Đức, ce qui permet de justifier l'invasion de la Cochinchine. L'année suivante, Napoléon III envoie en Annam un corps expéditionnaire franco-espagnol de 2 300 hommes, qui assiège le port de Tourane. Le siège traîne en longueur, et ce n'est que fin 1860, après la fin de la seconde guerre de l'opium, que la France peut dégager des troupes en Asie et les envoyer en renfort. Après une première phase difficile, les Français prennent, en février 1861, la citadelle de Vĩnh Long et l'île de Poulo Condor. L'empereur Tự Đức, confronté dans le Tonkin à une révolte, se résout à négocier avec les Occidentaux ; les amiraux français, de leur côté, manquent de moyens pour aller au-delà de la « Basse-Cochinchine » et n'ont pas d'instructions précises de Paris. Le 5 juin 1862, le traité de Saigon est signé par la France et l'Annam ; la France annexe trois provinces, ainsi que Poulo Condor et trois ports, dont Tourane, sont offerts au commerce français et espagnol,.
La partie conquise par les Français, qui était jusque-là désignée par les Occidentaux du nom de Basse-Cochinchine (le nom de Cochinchine désignant l'ensemble du Sud de l'Annam et celui de Tonkin le Nord), devient la colonie française de Cochinchine, le nom la désignant désormais de manière exclusive. L'empereur d'Annam, qui veut récupérer ses provinces, soutient officieusement une guérilla contre les colonisateurs tandis qu'il envoie le mandarin Phan Thanh Giản négocier avec les Français. Les opposants français à l'entreprise coloniale, qui trouvent la conquête inutile et coûteuse, obtiennent que la France signe en 1864 un traité de rétrocession de la Cochinchine, mais Napoléon III fait ensuite volte-face et dénonce le traité. En juin 1866, les attaques récurrentes des troupes annamites poussent le gouverneur de la colonie, l'amiral de La Grandière, à choisir l'épreuve de force. Ayant reçu l'aval de Paris, il annexe trois provinces supplémentaires — celles de Châu Dôc, Hà Tiên et Vĩnh Long — à la Cochinchine. Les Français doivent encore affronter des insurrections jusqu'à la fin de 1867, mais ils sont parvenus à se rendre maîtres du Sud de la péninsule indochinoise.

### Administration
Jusqu'à la reprise de la conquête française à partir de 1883, la colonie fait figure de tête de pont française en Asie du Sud-Est ; c'est à l'initiative de l'amiral de La Grandière qu'est conclu un traité de protectorat sur le Cambodge voisin. En 1873 a lieu une tentative de poursuivre la conquête dans la péninsule indochinoise. Le gouverneur de la Cochinchine envoie le lieutenant de vaisseau Francis Garnier en mission au Tonkin pour « protéger le commerce en ouvrant le pays et son fleuve à toutes les nations sous la protection de la France » ; il conquiert certains territoires, mais il est tué dans une embuscade tendue par les Pavillons noirs, pirates chinois que l'Annam utilise comme soldats mercenaires. En 1874, par le « traité Philastre », la France restitue à l'Annam les villes prises par Garnier et reconnaît la souveraineté de l'empereur Tự Đức sur le Tonkin ; en échange, l'empereur vietnamien reconnaît la souveraineté française sur l'ensemble de la Basse-Cochinchine, y compris les provinces annexées en 1867, et garantit la liberté religieuse, mettant fin pour un temps aux persécutions contre les missionnaires et leurs convertis. Mais la Chine, suzeraine de l'Annam refuse de reconnaître le traité, ce qui entraîne par la suite la guerre franco-chinoise. 

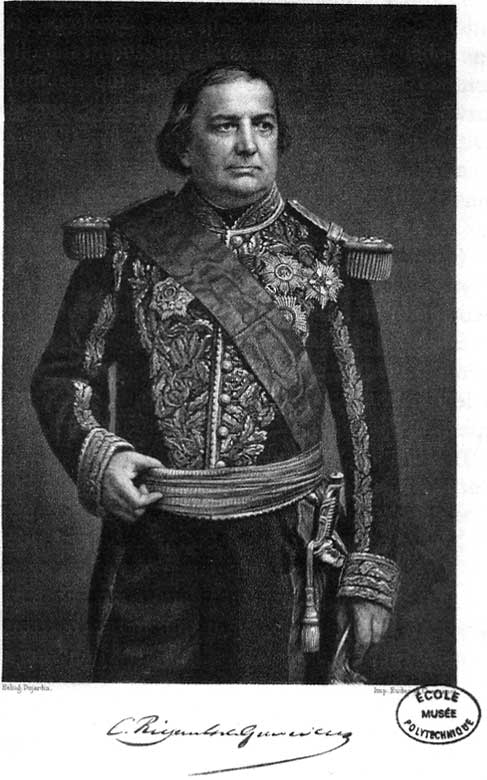
L'amiral Charles Rigault de Genouilly, premier gouverneur de la Basse-Cochinchine au moment de la conquête militaire.

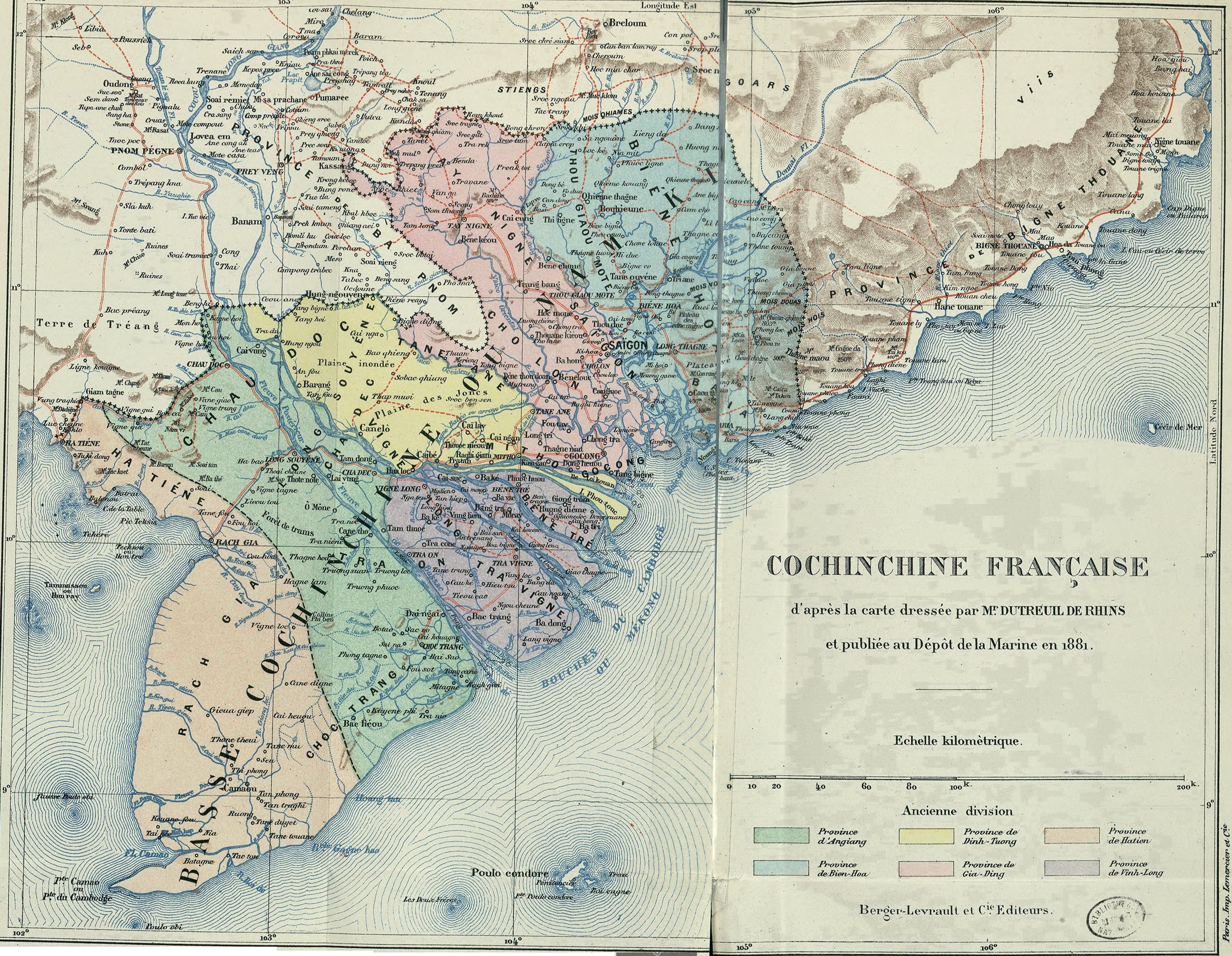
La Cochinchine en 1881.

La Cochinchine, dans les premiers temps, est placée sous un régime d'administration militaire, et relève plus précisément de la marine militaire qui est directement à l'origine de sa création. C'est la période dite de la « Cochinchine des amiraux ». neuf amiraux se succèdent à la tête de la colonie entre 1861 et 1879. Le gouverneur de la Cochinchine, subordonné au ministère des Colonies, conserve ensuite autorité sur le résident supérieur du protectorat du Cambodge. Confrontés à un vide politique après le retrait des mandarins annamites, les Français doivent improviser un modèle politique : les partisans d'une forme de protectorat s'opposent à ceux de l'administration directe qui finissent par avoir gain de cause. L'instabilité créée par le départ des fonctionnaires annamites voue en effet à l'échec l'administration indirecte expérimentée par le gouverneur Bonard dans la région de Biên Hòa. Les colonisateurs installent un appareil colonial « de rechange », dirigé par le corps des inspecteurs des Affaires indigènes. Épaulés par les missionnaires catholiques, les fonctionnaires français instaurent une structure administrative dualiste, où un nombre réduit d'administrateurs de provinces et de districts est superposé aux institutions villageoises qui existaient avant la conquête.
Le 8 février 1880, alors que la Cochinchine est administrée depuis l'année précédente par un gouverneur civil, les Français créent une assemblée élue, le Conseil colonial : les colons locaux, qui sont alors environ 2000 en comptant également les négociateurs, commerçants et fonctionnaires divers, acquièrent une véritable représentation. Cette assemblée, élue par le colonat et par un « collège indigène » restreint, devient en quelques années la principale instance dirigeante en Cochinchine. À partir de 1881, la Cochinchine est représentée à la chambre des députés française par un député. 
En 1887, le reste du territoire "vietnamien", formé des protectorats du Tonkin et de l'Annam sont incorporés à l'Indochine française, dont la colonie de Cochinchine fait également partie. Si les trois ky vietnamiens sont tous placés sous l'autorité du gouverneur général de l'Indochine, la Cochinchine garde un statut en tant que possession française, au contraire des deux protectorats sur lesquels la dynastie Nguyễn continue officiellement de régner. En outre, pendant plusieurs années, la Cochinchine garde dans les faits une très large autonomie : le Conseil colonial parvient en effet à conserver la gestion de son budget, qui est le plus important de l'Union indochinoise. Les élus cochinchinois réussissent même, en 1888, à faire abolir le budget général du gouverneur général, qui n'est en réalité que l'administrateur des protectorats. Ce n'est qu'après la nomination de Paul Doumer au poste de gouverneur général que la Cochinchine est pleinement intégrée à l'édifice administratif indochinois : un budget général alimenté par l'ensemble des impôts indirects perçus en Indochine est créé en 1898 et les recettes du budget local géré par le Conseil colonial sont réduites de 67,3 % l'année suivante. Le Conseil parvient cependant à conserver la gestion quasi intégrale des contributions directes, ainsi que la distribution des concessions foncières de moins de 500 hectares.
La Cochinchine conserve donc ses traits particuliers, ainsi qu'un poids économique et politique important. Outre l'importance du Conseil colonial, Saïgon est la seule ville d'Indochine à posséder une municipalité élue au suffrage universel.
La législation en vigueur en Cochinchine est par ailleurs appliquée dans les trois principales villes des deux protectorats vietnamiens, Hanoï et Haïphong au Tonkin, et Tourane (Đà Nẵng) en Annam, que le souverain vietnamien cède en toute propriété à la France en 1888.
Du fait du statut particulier de la Cochinchine, les Vietnamiens originaires des protectorats ont besoin de laissez-passer pour se rendre dans la colonie sudiste, dont ils peuvent être expulsés si l'administration française le demande. Le monarque vietnamien lui-même ne peut visiter la Cochinchine sans autorisation du gouvernement colonial.

### Économie

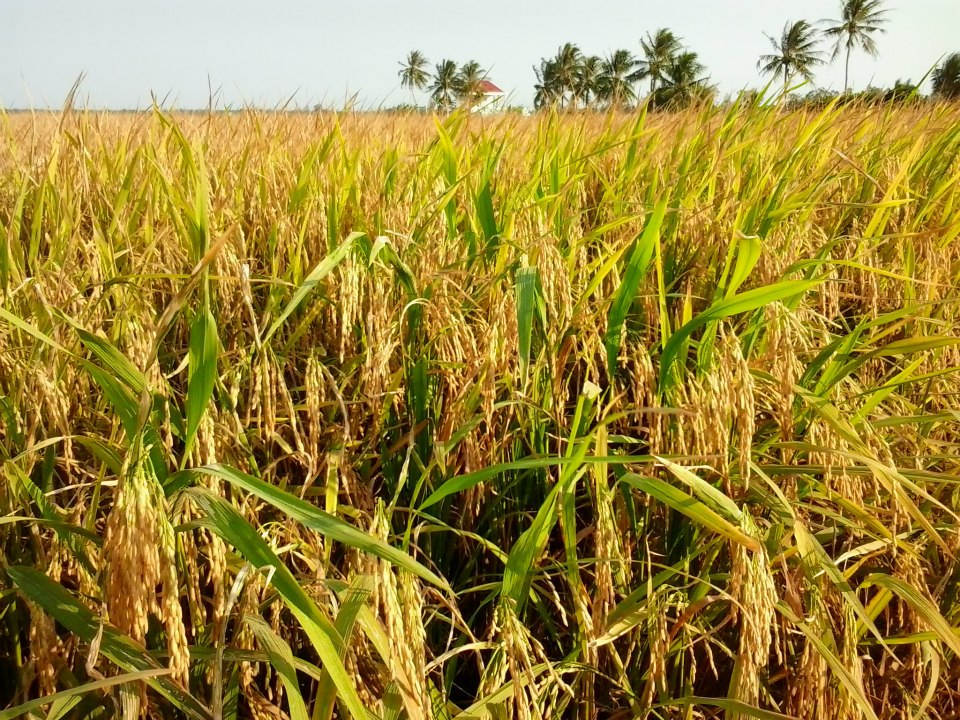
Photo contemporaine d'une rizière dans la province de Vĩnh Long.

Entre les années 1860 et le début du XXe siècle, la culture du riz en Cochinchine est le principal moteur économique de la colonisation française en Asie du Sud-Est. Une politique de grands travaux permet de construire des canaux pour drainer le delta, et développer les terres cultivables. La surface des rizières est multiplié par 21 entre 1869 et 1946. La colonie voit se structurer un grand capitalisme terrien, marchand et industriel, possédé par des Européens comme par des Annamites (Vietnamiens). Les hommes d'affaires indochinois sont surtout des propriétaires terriens, tandis que le réseau de ramassage et de stockage du paddy appartient surtout à la bourgeoisie chinoise. La traite du paddy se développe beaucoup plus au Cochinchine qu'au Cambodge ou au Tonkin, et atteint son apogée pendant la période 1922-1930, durant laquelle 46 000 hectares sont mis en culture en moyenne dans le delta du Mékong.
La Cochinchine est, sur le plan économique, la région la plus dynamique de l'Indochine, avec le Tonkin qui en est le centre administratif. Terre privilégiée de la colonisation agricole, la colonie produit, outre le riz, du caoutchouc, mais aussi notamment du tabac et du sucre. Acclimatée à partir de la fin du XIXe siècle, la culture de l'hévéa s'affirme comme une grande réussite économique de l'Indochine française, et devient la seconde production du pays, après le riz. Les cours du caoutchouc permettent à l'Indochine de connaître un véritable boom économique dans l'entre-deux-guerres.

### Société

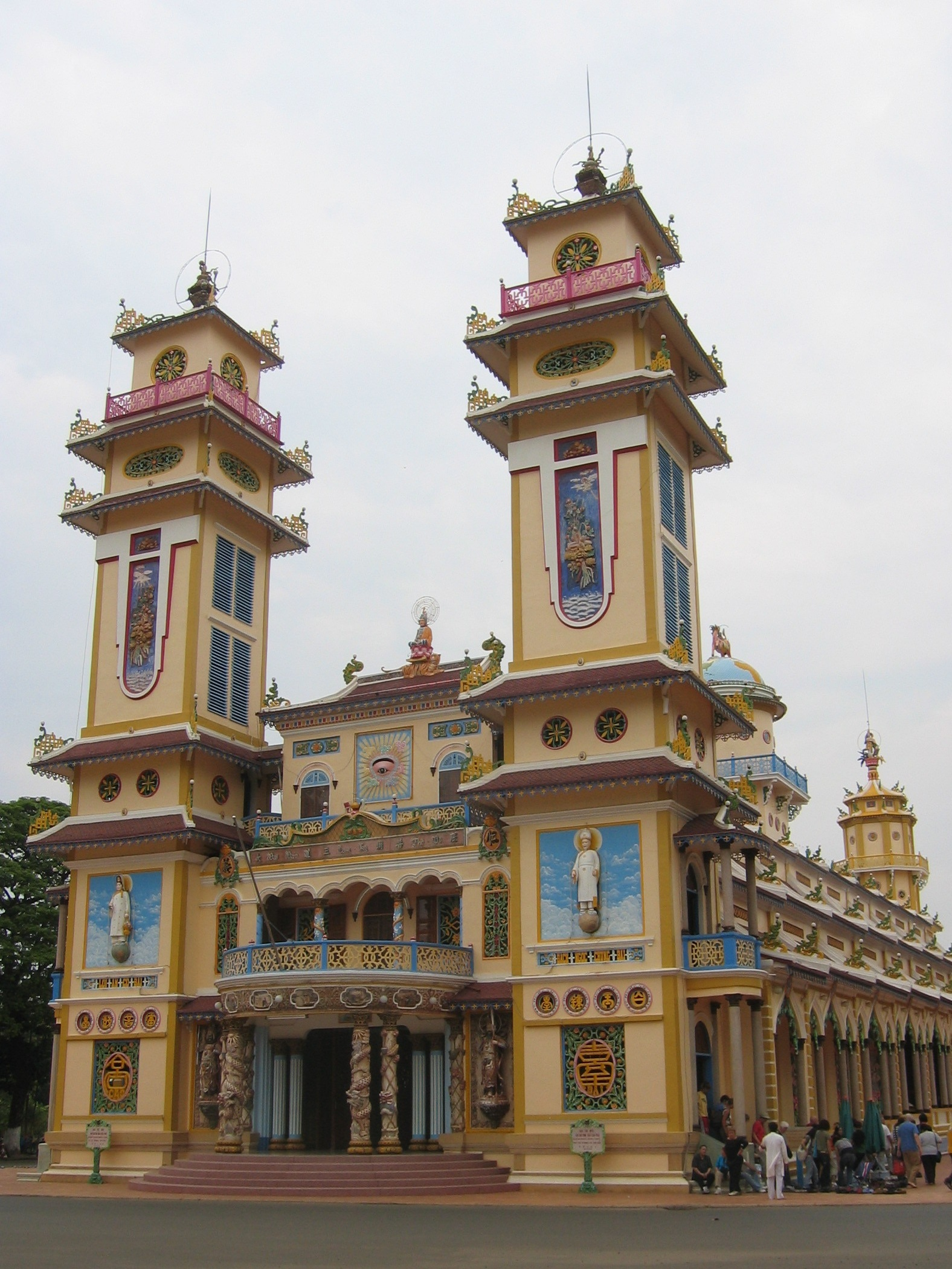
Le temple caodaïste de Tây Ninh.

La Cochinchine sert de laboratoire au développement de l'école en Indochine : en 1879, les autorités coloniales y créent l'enseignement franco-indigène, qui prend modèle sur l'école publique française. Une bourgeoisie vietnamienne occidentalisée apparaît progressivement et, tout en reconnaissant les évolutions apportées par la colonisation, compte sur le développement économique et sur l'enseignement français pour lui garantir le progrès social. La société de la colonie demeure cependant profondément inégalitaire : 50 % des terres sont possédées par 2,5 % de la population, qu'il s'agisse des colons - peu nombreux - ou des élites annamites qui vivent de la rente foncière. 
La Cochinchine est par ailleurs, en Indochine, le territoire où la présence européenne, estimée en 1940 à 16 550 personnes, est la plus forte. La grande majorité des Français habite à Saïgon ou dans ses environs. 
La presse écrite se développe en Cochinchine, et permet à l'opposition vietnamienne anticoloniale de s'exprimer librement, à travers les écrits de journalistes comme Gilbert Chiếu. De nombreux périodiques apparaissent à Saïgon dans la première moitié du XXe siècle, sans que la Cochinchine en ait l'exclusivité. Dans l'entre-deux-guerres, des partis politiques apparaissent en Cochinchine, comme le Parti constitutionnaliste, fondé en 1923 par Bùi Quang Chiêu, ou le Parti démocrate, fondé en 1937 par Nguyễn Văn Thinh. Ces partis présentent des programmes de revendications modérées et veulent jouer le jeu de la « collaboration franco-annamite » pour faire progresser les droits des indigènes. Mais, malgré les progrès de l'instruction, la bourgeoisie et les intellectuels vietnamiens sont frustrés dans leur désir de progression sociale, et constatent que leurs diplômes ne leur permettent pas d'accéder à des postes de responsabilités.
Région propice aux acculturations, la Cochinchine connaît, dans les années 1920-1930, le développement de diverses organisations politico-religieuses dont les principales sont le caodaïsme (« Grande religion de la troisième période d'amnistie », culte syncrétique très populaire dans le milieu des propriétaires fonciers et de la bourgeoisie fonctionnaire, mais qui pénètre également en milieu paysan, et la secte Hòa Hảo, une religion millénariste fondée par le prédicateur Huỳnh Phú Sổ.

### Seconde Guerre mondiale
Durant la Seconde Guerre mondiale, la Cochinchine est, comme le reste de l'Indochine, occupée par l'armée du Japon, après les accords Darlan-Kato de juillet 1941. L'administration coloniale vichyste est cependant maintenue en place,. En mars 1945, les Japonais, craignant un débarquement allié, prennent le contrôle de l'Indochine : si l'Annam et le Tonkin sont unifiés au sein d'un nouvel Empire du Viêt Nam officiellement indépendant, les Japonais donnent à la Cochinchine un statut, en conservant à leur profit les structures de l'administration française. Un gouverneur japonais, Minoda, est nommé à la tête du territoire.
Les bombardements alliés coupent par ailleurs les communications entre la Cochinchine et le protectorat du Tonkin qui, surpeuplé, a un besoin impératif du riz de la colonie. Conjugué à des mauvaises récoltes, la situation contribue à provoquer la famine de 1945, qui cause la mort d'environ un million de personnes, principalement au Tonkin.
Le gouvernement indépendantiste vietnamien tente à plusieurs reprises d'obtenir le rattachement de la Cochinchine mais ce n'est qu'en août 1945, au moment d'annoncer leur capitulation, que les Japonais acceptent cette revendication ; cette annexion demeure purement virtuelle, car l'empereur Bảo Đại abdique quelques jours plus tard, tandis que le Việt Minh dirigé par Hô Chi Minh prend le pouvoir au cours de la révolution d'Août. Le 25 août, le Việt Minh proclame à Saïgon un Comité du Nam Bộ, à majorité communiste, qui se présente comme l'autorité légitime en Cochinchine
L'Indochine vit à l'automne 1945 une situation chaotique : le pouvoir du Việt Minh est bien moins assuré en Cochinchine qu'au Tonkin et au Nord de l'Annam et les groupes nationalistes s'agitent ; plusieurs Français sont assassinés. Jean Cédile, envoyé par de Gaulle en tant que Commissaire de la République pour la Cochinchine, tente de négocier avec le Việt Minh. Les troupes britanniques commandées par le général Gracey débarquent à Saïgon à partir du 12 septembre, mais leurs effectifs sont insuffisants pour maintenir l'ordre, ce qui les oblige à réarmer les troupes françaises que les Japonais gardaient prisonniers depuis le mois de mars, et à compter sur l'appui des Japonais eux-mêmes pour maintenir l'ordre. Des Français sont assassinés à Saïgon durant tout le mois de septembre, notamment dans la nuit du 24 au 25 septembre, où environ 300 personnes sont massacrées dans la Cité Hérault, habitée par des petits fonctionnaires. Ce n'est qu'en octobre 1945 que les troupes françaises, commandées par le général Leclerc, peuvent débarquer en Cochinchine, repousser progressivement le Việt Minh et reprendre l'administration de la colonie, puis du reste de l'Indochine. Mais les Français reprennent difficilement l'administration de l'Indochine, faute d'hommes et de moyens dans ces années d'après-guerre,,.

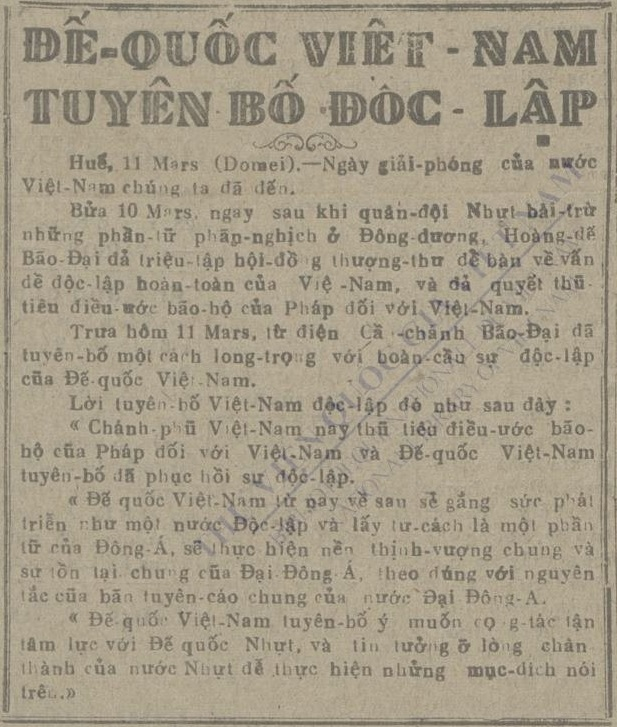
Empire du Viêt-Nam déclare son indépendance le 11 mars 1945.

| Trung Kỳ (10 mars)       | Trung Kỳ (10 mars)       | Trung Kỳ (10 mars)       | Trung Kỳ (10 mars)       | Trung Kỳ (10 mars)                       | Trung Kỳ (10 mars)       |  |  | Bắc Kỳ (9 mars)   | Bắc Kỳ (9 mars)   | Bắc Kỳ (9 mars)   | Bắc Kỳ (9 mars)   | Bắc Kỳ (9 mars)   | Bắc Kỳ (9 mars)   |
| Trung Kỳ (10 mars)       | Trung Kỳ (10 mars)       | Trung Kỳ (10 mars)       | Trung Kỳ (10 mars)       | Trung Kỳ (10 mars)                       | Trung Kỳ (10 mars)       |  |  | Bắc Kỳ (9 mars)   | Bắc Kỳ (9 mars)   | Bắc Kỳ (9 mars)   | Bắc Kỳ (9 mars)   | Bắc Kỳ (9 mars)   | Bắc Kỳ (9 mars)   |
|                          |                          |                          |                          |                                          |                          |  |  |                   |                   |                   |                   |                   |                   |
|                          |                          |                          |                          |                                          |                          |  |  |                   |                   |                   |                   |                   |                   |
| Empire d'Annam (11 mars) | Empire d'Annam (11 mars) | Empire d'Annam (11 mars) | Empire d'Annam (11 mars) | Empire d'Annam (11 mars)                 | Empire d'Annam (11 mars) |  |  | Nam Kỳ (16 avril) | Nam Kỳ (16 avril) | Nam Kỳ (16 avril) | Nam Kỳ (16 avril) | Nam Kỳ (16 avril) | Nam Kỳ (16 avril) |
| Empire d'Annam (11 mars) | Empire d'Annam (11 mars) | Empire d'Annam (11 mars) | Empire d'Annam (11 mars) | Empire d'Annam (11 mars)                 | Empire d'Annam (11 mars) |  |  | Nam Kỳ (16 avril) | Nam Kỳ (16 avril) | Nam Kỳ (16 avril) | Nam Kỳ (16 avril) | Nam Kỳ (16 avril) | Nam Kỳ (16 avril) |
|                          |                          |                          |                          |                                          |                          |  |  |                   |                   |                   |                   |                   |                   |
|                          |                          |                          |                          |                                          |                          |  |  |                   |                   |                   |                   |                   |                   |
|                          |                          |                          |                          | Empire du Viêt-Nam （17 avril - 12 juin) |                          |  |  |                   |                   |                   |                   |                   |                   |
|                          |                          |                          |                          |                                          |                          |  |  |                   |                   |                   |                   |                   |                   |
|                          |                          |                          |                          |                                          |                          |  |  |                   |                   |                   |                   |                   |                   |
|                          |                          |                          |                          |                                          |                          |  |  |                   |                   |                   |                   |                   |                   |
|                          |                          |                          |                          | Empire du Viêt-Nam （12 juin - 30 août)  |                          |  |  |                   |                   |                   |                   |                   |                   |
|                          |                          |                          |                          |                                          |                          |  |  |                   |                   |                   |                   |                   |                   |

### De la«République autonome de Cochinchine»à la réunification

Drapeau utilisé par le gouvernement de la République autonome de Cochinchine.

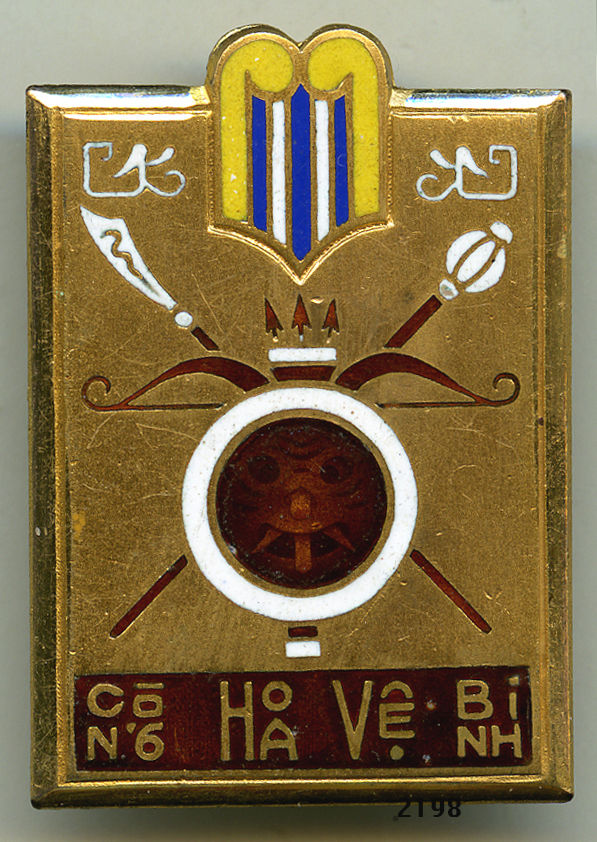
Insigne Garde Républicaine Cochinchinoise.

Après la prise de fonctions du nouveau gouverneur général français, l'amiral Thierry d'Argenlieu, Cédile est chargé de former en Cochinchine un Conseil consultatif mixte dont les fonctions s'apparentent à celles d'une assemblée constituante.
Dans le cadre des difficiles négociations entre la France et Hô Chi Minh sur le futur statut du Viêt Nam, la question de la Cochinchine, où les Français encouragent l'autonomisme, demeure une pierre d'achoppement. Dès le mois de mars, le Conseil consultatif désigne Nguyễn Văn Thinh comme chef d'un futur gouvernement cochinchinois.
En juin 1946, alors que Hô Chi Minh est parti pour la France où il doit participer à la conférence de Fontainebleau, la « République autonome de Cochinchine » est proclamée à l'instigation de d'Argenlieu, et sous la présidence de Nguyễn Văn Thinh. La colonie a désormais un statut politique hybride ; cette proclamation contribue à faire échouer la conférence de Fontainebleau par laquelle la France visait à régler avec le Việt Minh la question indochinoise. Le gouvernement cochinchinois, presque sans moyens, est de surcroit confronté à une guérilla menée par les troupes sudistes du Việt Minh. 
Le président de la Cochinchine, Nguyễn Văn Thinh, découragé et dont le gouvernement fonctionne quasiment sans moyens, se suicide en novembre de la même année ; Lê Văn Hoạch, un membre de la secte caodaïste, lui succède. À la fin 1946, Hô Chi Minh repasse dans la clandestinité et la guerre d'Indochine éclate. Alors que la France cherche une solution politique pour le statut du Viêt Nam, le Conseil colonial retire sa confiance à Lê Văn Hoạch en octobre 1947 ; le général Nguyễn Văn Xuân lui succède à la tête du gouvernement de la Cochinchine. Xuân rebaptise ensuite le Gouvernement provisoire de la République autonome de Cochinchine du nom de Gouvernement provisoire du Sud Viêt Nam, exprimant ouvertement son intention de réunifier tout le pays. La réticence d'une partie des milieux politiques locaux — où les colons, dont le chef de file est Henri de Lachevrotière, demeurent influents, et où existe un courant autonomiste — retarde cependant le règlement du statut de la Cochinchine. 
Les Français parviennent progressivement à concrétiser ce qui leur apparait la meilleure solution pour contrer Hô Chi Minh, à savoir le rappel de l'ex-empereur Bảo Đại à la tête d'un Viêt Nam réunifié, ce qui implique de régler le problème cochinchinois. En mai 1948, Xuân quitte ses fonctions pour devenir le chef d'un Gouvernement central provisoire du Viêt Nam qui rassemble l'Annam et le Tonkin en attendant que la question de la Cochinchine soit réglée, condition pour que Bảo Đại accepte de prendre ses fonctions de chef de l'État. Trần Văn Hữu, un proche des Français, succède à Xuân à la tête du gouvernement cochinchinois. Les colons français et les autonomistes continuent cependant de faire barrage à une réunification de la Cochinchine au reste du Viêt Nam, arguant du fait que son statut de « République autonome » n'a jamais été ratifié par l'Assemblée nationale française et que le territoire est donc toujours légalement une colonie, pour laquelle toute modification territoriale nécessite un vote parlementaire. Xuân émet une ordonnance rattachant la Cochinchine au Gouvernement central provisoire, mais elle est rejetée par un vote du Conseil consultatif. Dès lors, la réunification vietnamienne est retardée pendant plus d'un an. 
Le 14 mars 1949, le parlement français autorise la création d'une assemblée territoriale représentative en Cochinchine. Une fois élue, l'assemblée territoriale compte 50 représentants vietnamiens et 16 français, ces derniers étant élus sur une liste « fusionniste », c'est-à-dire prêts à accepter la réunification sous certaines conditions. La nouvelle assemblée vote le 23 avril 1949 son rattachement au Viêt Nam. Le 20 mai, le Parlement français ratifie la décision. Aux termes de la loi du 4 juin 1949, la Cochinchine est rattaché au reste du territoire vietnamien. L'État du Viêt Nam, entité associée à l'Union française peut alors être proclamé le 2 juillet 1949. Le terme de Cochinchine demeure utilisé pour désigner le Sud du Viêt Nam pendant le reste de la guerre d'Indochine, mais tombe ensuite en désuétude.

### Articles liés
- Histoire du Viêt Nam
- Banque de l'Indochine
- Campagne de Cochinchine
- Indochine française
- Protectorat français d'Annam
- Protectorat français du Tonkin
- Guerre d'Indochine
- Littérature francophone de l'Indochine française
- Relations entre la France et le Vietnam